# کنت‌ها و دوک‌های ساوی
کنت‌ها و دوک‌های ساوی (انگلیسی: Counts and dukes of Savoy) حکمرانان منطقه ساوی بودند و نام ایشان به شرح ذیل است

## Counts of Savoy
| نام                     | تولد                                                                                  | ازدواج‌ها | مرگ                                                     |
| ----------------------- | ------------------------------------------------------------------------------------- | --- | ------------------------------------------------------- |
| اومبرت I ۱۰۳۲–۱۰۴۷/۱۰۴۸ | ح. ۹۸۰ Maurienne                                                                      | Ancilla ح. ۹۹۵/۱۰۰۰ چهار پسر | ح. ۱۰۴۷/۱۰۴۸ Hermillon سن حدود ۶۸                       |
| آمادئوس یکم ۱۰۳۰–۱۰۵۲   | ? بزرگترین پسر اومبرت یکم و Ancilla                                                   | Adila ۱۰۳۰ سه فرزند | ح. ۱۰۵۲                                                 |
| Otto ۱۰۵۲–۱۰۵۷          | ح. ۱۰۱۰/۱۰۲۰ چهارمین پسر اومبرت یکم و Ancilla                                         | Adelaide of Susa ۱۰۴۶ پنج فرزند | ح. ۱۰۵۷ سن ۴۷–۵۷                                        |
| Peter I ۱۰۶۰–۱۰۷۸       | ح. ۱۰۴۸ بزرگترین پسر اوتو و Adelaide of Susa                                          | Agnes of Aquitaine ۱۰۶۴ دو دختر | ۹ ژوئیه ۱۰۷۸ سن ۲۹–۳۰                                   |
| آمادئوس دوم ۱۰۷۸–۱۰۸۰   | ح. ۱۰۵۰ دومین پسر اوتو و Adelaide of Susa                                             | Joan of Geneva ح. ۱۰۶۵ چندین فرزند | ۲۶ ژانویه ۱۰۸۰ سن ۲۹–۳۰                                 |
| اومبرت دوم ۱۰۸۰–۱۱۰۳    | ح. ۱۰۶۵ کارینیانو پسر آمادئوس دوم و Joan of Geneva                                    | Gisela of Burgundy ۱۰۹۰ هفت فرزند | ۱۴ اکتبر ۱۱۰۳ Moûtiers سن ۲۷–۲۸                         |
| آمادئوس سوم ۱۱۰۳–۱۱۴۸   | ح. ۱۰۹۵ کارینیانو بزرگترین پسر اومبرت II و Gisela of Burgundy                         | (1) Adelaide ۱۱۲۰/۲۳ بدون فرزند (2) Mahaut of Albon ژوئیه ۱۱۳۴/۱۱۳۵ ده فرزند                                                                                        | آوریل ۱۱۴۸ نیکوزیا سن ۵۲–۵۳                             |
| اومبرت سوم ۱۱۴۸–۱۱۸۹    | ۴ اوت ۱۱۳۶ آویگلیانا بزرگترین پسر آمادئوس سوم و Mahaut of Albon                       | (1) Faidiva of Toulouse ح. ۱۱۵۱ بدون فرزند (2) Gertrude of Flanders ۱۱۵۵ بدون فرزند (3) Clementia of Zähringen ۱۱۶۴ دو دختر (4) Beatrice of Viennois ۱۱۷۵/۷۷ یک پسر | ۴ مارس ۱۱۸۹ شامبری سن ۵۲                                |
| Thomas I ۱۱۸۹–۱۲۳۳      | ۲۷ مه ۱۱۷۸ ایگوبل تنها پسر اومبرت سوم و Beatrice of Viennois                          | Margaret of Geneva مه ۱۱۹۶ چهارده فرزند | ۱ مارس ۱۲۳۳ مونکالیری سن ۵۴                             |
| آمادئوس چهارم ۱۲۳۳–۱۲۵۳ | ۱۱۹۷ Montmélian بزرگترین پسر Thomas I و Margaret of Geneva                            | (1) Margaret of Burgundy ح ۱۲۱۷ دو دختر (2) Cecile of Baux ۱۲۴۴ چهار فرزند                                                                                          | ۲۴ ژوئن ۱۲۵۳ Montmélian سن ۵۵–۵۶                        |
| Boniface ۱۲۵۳–۱۲۶۳      | دسامبر ۱۲۴۴ شامبری تنها پسر آمادئوس چهارم و Cecile of Baux                            | هرگز ازدواج نکرد | ژوئن ۱۲۶۳ تورین سن ۱۸                                   |
| Peter II ۱۲۶۳–۱۲۶۸      | ۱۲۰۳ سوسا، پیمونت هفتمین پسر Thomas I و Margaret of Geneva                            | Agnes of Faucigny ۱۲۳۶ یک دختر | ۱۵ مه ۱۲۶۸ Château de Chillon یا Pierre-Châtel سن ۶۴–۶۵ |
| Philip I ۱۲۶۸–۱۲۸۵      | ۱۲۰۷ ایگوبل هشتمین پسر Thomas I و Margaret of Geneva                                  | Adelaide, Countess of Burgundy ۱۲ ژوئن ۱۲۶۷ بدون فرزند | ۱۶ اوت ۱۲۸۵ Roussillon, Isère سن ۸۷–۸۸                  |
| آمادئوس پنجم ۱۲۸۵–۱۳۲۳  | ۱۲۴۹–۱۲۵۳ Le Bourget-du-Lac دومین پسر Thomas II, Count of Piedmont و Beatrice Fieschi | (1) Sybille of Bâgé ۵ ژوئیه ۱۲۷۲ هشت فرزند (2) Marie of Brabant ۱۲۹۷ چهار فرزند                                                                                     | ۱۶ اکتبر ۱۳۲۳ اوینیون سن ۶۹–۷۴                          |
| Edward ۱۳۲۳–۱۳۲۹        | ۸ فوریه ۱۲۸۴ Baugé دومین پسر آمادئوس پنجم و Sybille of Bâgé                           | Bianca of Burgundy ۱۸ اکتبر ۱۳۰۷ Château de Montbard یک دختر | ۴ نوامبر ۱۳۲۹ Gentilly سن ۴۵                            |
| Aymon ۱۳۲۹–۱۳۴۳         | ۱۵ دسامبر ۱۲۹۱ شامبری کوچکترین پسر آمادئوس پنجم و Sybille of Bâgé                     | Yolande Palaeologina of Montferrat ۱ مه ۱۳۳۰ کازاله مونفراتو پنج فرزند                                                                                              | ۲۲ ژوئن ۱۳۴۳ Montmélian سن ۵۱                           |
| آمادئوس ششم ۱۳۴۳–۱۳۸۳   | ۴ ژانویه ۱۳۳۴ شامبری بزرگترین پسر Aymon و Yolande Palaeologina of Montferrat          | Bonne of Bourbon ۱۳۵۵ پاریس دو فرزند | ۱ مارس ۱۳۸۳ ناپل سن ۴۹                                  |
| آمادئوس هفتم ۱۳۸۳–۱۳۹۱  | ۲۴ فوریه ۱۳۶۰ آویگلیانا بزرگترین پسر آمادئوس ششم و Bonne of Bourbon                   | Bonne of Berry ۱۸ ژانویه ۱۳۷۷ پاریس سه فرزند | ۱ نوامبر ۱۳۹۱ Château de Ripaille سن ۳۱                 |
| آمادئوس هشتم ۱۳۹۱–۱۴۱۶  | ۴ سپتامبر ۱۳۸۳ شامبری بزرگترین پسر آمادئوس هفتم و Bonne of Berry                      | Mary of Burgundy ۱۱ نوامبر ۱۳۸۶ اسلایس نه فرزند | ۷ ژانویه ۱۴۵۱ Château de Ripaille سن ۶۷                 |

## دوک‌های ساووی
| نام                                 | پرتره          | تولد                                                                                            | ازدواج‌ها | مرگ                                      |
| ----------------------------------- | -------------- | ----------------------------------------------------------------------------------------------- | --- | ---------------------------------------- |
| آمادئوس هشتم ۱۴۱۶–۱۴۳۴              |                | ۴ سپتامبر ۱۳۸۳ شامبری بزرگترین پسر آمادئوس هفتم و Bonne of Berry                                | Mary of Burgundy ۱۱ نوامبر ۱۳۸۶ اسلایس نه فرزند                                                                                    | ۷ ژانویه ۱۴۵۱ Château de Ripaille سن ۶۷  |
| لویی، دوک ساوی ۱۴۳۴–۱۴۶۵            |                | ۲۱ فوریه ۱۴۱۳ ژنو چهارمین پسر آمادئوس هشتم و Mary of Burgundy                                   | Anne of Cyprus ۱ نوامبر ۱۴۳۳ (یا ۱۲ فوریه ۱۴۳۴) شامبری هفده فرزند                                                                  | ۲۹ ژانویه ۱۴۶۵ لیون سن ۵۱                |
| آمادئوس نهم ۱۴۶۵–۱۴۷۲               |                | ۱ فوریه ۱۴۳۵ تونون لبن بزرگترین پسر Louis و Anne of Cyprus                                      | Yolande of Valois ۱۴۵۲ ده فرزند | ۳۰ مارس ۱۴۷۲ ورچلی سن ۳۷                 |
| فیلیپ یکم، دوک ساوی ۱۴۷۲–۱۴۸۲       |                | ۱۷ اوت ۱۴۶۵ شامبری سومین پسر آمادئوس نهم و Yolande of Valois                                    | Bianca Maria Sforza ژانویه ۱۴۷۴ بدون فرزند                                                                                         | ۲۲ سپتامبر ۱۴۸۲ لیون سن ۱۷               |
| شارل یکم، دوک ساوی ۱۴۸۲–۱۴۹۰        |                | ۲۸ مارس ۱۴۶۸ کارینیانو پنجمین پسر آمادئوس نهم و Yolande of Valois                               | Blanche of Montferrat ۱ آوریل ۱۴۸۵ دو فرزند                                                                                        | ۱۳ مارس ۱۴۹۰ پینرولو سن ۲۱               |
| شارل دوم، دوک ساوی ۱۴۹۰–۱۴۹۶        |                | ۲۳ ژوئن ۱۴۸۹ تورین تنها پسر Charles I و Blanche of Montferrat                                   | هرگز ازدواج نکرد | ۱۶ آوریل ۱۴۹۶ مونکالیری سن ۶             |
| Philip II ۱۴۹۶–۱۴۹۷                 |                | ۴ فوریه ۱۴۳۸ شامبری پنجمین پسر لویی، دوک ساوی و آن قبرس                                         | (1) Marguerite de Bourbon ۶ آوریل ۱۴۷۲ مولن، الیه سه فرزند (2) Claudine de Brosse ۱۱ نوامبر ۱۴۸۵ مولن، الیه شش فرزند               | ۷ نوامبر ۱۴۹۷ شامبری سن ۵۹               |
| فیلیپ دوم، دوک ساوی ۱۴۹۷–۱۵۰۴       |                | ۱۰ آوریل ۱۴۸۰ Pont-d'Ain تنها پسر Philip II و Marguerite de Bourbon                             | (1) یولاندا لویی ساوی ۱۴۹۶ بدون فرزند (۲) مارگارت آستوریاس ۲ دسامبر ۱۵۰۱ Romainmôtier بدون فرزند                                   | ۱۰ سپتامبر ۱۵۰۴ Pont-d'Ain سن ۲۴         |
| شارل سوم، دوک ساوی ۱۵۰۴–۱۵۵۳        |                | ۱۰ اکتبر ۱۴۸۶ شازی-سور-ان بزرگترین پسر Philip II و کلودین بروس                                  | بئاتریس پرتغال ۲۹ سپتامبر ۱۵۲۱ ویلفرانش-سور-مر نه فرزند                                                                            | ۱۷ اوت ۱۵۵۳ ورچلی سن ۶۶                  |
| امانوئل فیلیپ، دوک ساوی ۱۵۵۳–۱۵۸۰   |                | ۸ ژوئیه ۱۵۲۸ شامبری سومین پسر شارل سوم، دوک ساوی و بئاتریس پرتغال                               | Margaret of France ۹ ژوئیه ۱۵۵۹ Saint-Paul's Church, پاریس یک پسر                                                                  | ۳۰ اوت ۱۵۸۰ تورین سن ۵۲                  |
| Charles Emmanuel I ۱۵۸۰–۱۶۳۰        |                | ۱۲ ژانویه ۱۵۶۲ Castle of Rivoli تنها پسر امانوئل فیلیپ، دوک ساوی و Margaret of France           | Catherine Michelle of Spain ۱۸ مارس ۱۵۸۵ ساراگوسا ده فرزند                                                                         | ۲۶ ژوئیه ۱۶۳۰ ساویلیانو سن ۶۸            |
| ویکتور آمادئوس یکم ۱۶۳۰–۱۶۳۷        |                | ۸ مه ۱۵۸۷ تورین دومین پسر Charles Emmanuel I و Catherine Michelle of Spain                      | Christine Marie of France ۱۰ فوریه ۱۶۱۹ Louvre Palace هشت فرزند                                                                    | ۷ اکتبر ۱۶۳۷ تورین سن ۵۰                 |
| Francis Hyacinth ۱۶۳۷–۱۶۳۸          |                | ۱۴ سپتامبر ۱۶۳۲ Castello del Valentino دومین پسر ویکتور آمادئوس یکم و Christine Marie of France | هرگز ازدواج نکرد | ۴ اکتبر ۱۶۳۸ Castello del Valentino سن ۶ |
| Charles Emmanuel II ۱۶۳۸–۱۶۷۵       |                | ۲۰ ژوئن ۱۶۳۴ تورین سومین پسر ویکتور آمادئوس یکم و Christine Marie of France                     | (1) Françoise Madeleine d'Orléans ۴ مارس ۱۶۶۳ Louvre Palace بدون فرزند (2) Marie Jeanne of Savoy ۱۰ مه ۱۶۶۵ تورین یک پسر           | ۱۲ ژوئن ۱۶۷۵ تورین سن ۴۰                 |
| ویکتور آمادئوس دوم ساردنی ۱۶۷۵–۱۷۳۰ | Victor Amadeus | ۱۴ مه ۱۶۶۶ Royal Palace of Turin تنها پسر Charles Emmanuel II و Marie Jeanne of Savoy           | (1) Anne Marie d'Orléans ۱۰ آوریل ۱۶۸۴ کاخ ورسای شش فرزند (2) Anna Canalis di Cumiana ۱۲ اوت ۱۷۳۰ Royal Chapel in تورین بدون فرزند | ۳۱ اکتبر ۱۷۳۲ قلعه ریولی سن ۶۶           |

### پادشاهان ساردنی
| نام                                                       | پرتره                | زاده                                                                                         | ازدواج‌ها | درگذشته                        |
| --------------------------------------------------------- | -------------------- | -------------------------------------------------------------------------------------------- | --- | ------------------------------ |
| ویکتور آمادئوس دوم ساردنی ۱۷ فوریه ۱۷۲۰ – ۳ سپتامبر 1730  | Victor Amadeus       | ۱۴ مه ۱۶۶۶ تورین پسر Charles Emmanuel II, Duke of Savoy و Marie Jeanne of Savoy              | Anne Marie d'Orléans, Princess of France ۱۰ آوریل ۱۶۸۴ شش فرزند                                                                                      | ۳۱ اکتبر ۱۷۳۲ مونکالیری سن ۶۶  |
| شارل امانوئل سوم ساردنی ۳ سپتامبر ۱۷۳۰ – ۲۰ فوریه ۱۷۷۳    | Charles Emmanuel III | ۲۷ آوریل ۱۷۰۱ تورین پسر ویکتور آمادیوس دوم ساردنی و Anne Marie d'Orléans, Princess of France | Anne Christine of Sulzbach ۱۵ مارس ۱۷۲۲ یک فرزند Polyxena of Hesse-Rotenburg ۲۰ اوت ۱۷۲۴ شش فرزند Elisabeth Therese of Lorraine ۵ مارس ۱۷۳۷ سه فرزند | ۲۰ فوریه ۱۷۷۳ تورین سن ۷۲      |
| ویکتور آمادیوس سوم ساردنی ۲۰ فوریه ۱۷۷۳ – ۱۶ اکتبر 1796   | Victor Amadeus III   | ۲۶ ژوئن ۱۷۲۶ تورین پسر شارل امانوئل سوم ساردنی و Polyxena of Hesse-Rotenburg                 | Maria Antonietta of Spain ۳۱ مه ۱۷۵۰ دوازده فرزند | ۱۶ اکتبر ۱۷۹۶ مونکالیری سن ۷۰  |
| شارل امانوئل چهارم ساردنی ۱۶ اکتبر ۱۷۹۶ – ۴ ژوئن ۱۸۰۲     | Charles Emmanuel IV  | ۲۴ مه ۱۷۵۱ تورین پسر ویکتور آمادیوس سوم ساردنی و Maria Antonietta of Spain                   | Marie Clotilde of France ۲۷ اوت ۱۷۷۵ بدون فرزند | ۶ اکتبر ۱۸۱۹ رم سن ۶۸          |
| ویکتور امانوئل اول از ساردینیا ۴ ژوئن ۱۸۰۲ – ۱۲ مارس 1821 | Victor Emmanuel I    | ۲۴ ژوئیه ۱۷۵۹ تورین پسر ویکتور آمادیوس سوم ساردنی و Maria Antonietta of Spain                | Maria Teresa of Austria-Este ۲۱ آوریل ۱۷۸۹ هفت فرزند                                                                                                 | ۱۰ ژانویه ۱۸۲۴ مونکالیری سن ۶۵ |
| Charles Felix of Savoy ۱۲ مارس ۱۸۲۱ – ۲۷ آوریل ۱۸۳۱       |                      | ۶ آوریل ۱۷۶۵ تورین پسر ویکتور آمادیوس سوم ساردنی و Maria Antonietta of Spain                 | Maria Cristina of Naples and Sicily ۷ مارس ۱۸۰۷ بدون فرزند                                                                                           | ۲۷ آوریل ۱۸۳۱ تورین سن ۶۶      |
| شارل آلبرت ساردنی و ساوی ۲۷ آوریل ۱۸۳۱ – ۲۳ مارس 1849     | Charles Albert       | ۲ اکتبر ۱۷۹۸ تورین پسر Charles Emmanuel, Prince of Carignan و Maria Cristina of Saxony       | Maria Theresa of Austria ۳۰ سپتامبر ۱۸۱۷ سه فرزند | ۲۸ ژوئیه ۱۸۴۹ پورتو سن ۵۰      |
| ویکتور امانوئل دوم ۲۳ مارس ۱۸۴۹ – ۱۷ مارس ۱۸۶۱            | Victor Emmanuel II   | ۱۴ مارس ۱۸۲۰ تورین پسر Charles Albert of Sardinia و Maria Theresa of Austria                 | Adelaide of Austria ۱۲ آوریل ۱۸۴۲ هشت فرزند Rosa Vercellana ۱۸ اکتبر ۱۸۶۹ دو فرزند                                                                   | ۹ ژانویه ۱۸۷۸ Rome سن ۵۷       |